# 潜水气瓶
潜水用高压气瓶是所有水肺式潜水的关键设备。在开放式水肺潜水中所使用的气瓶约可容纳潜水1小时的空气，具体时间长短视深度、呼吸速率和具体使用的气瓶容量而定。

## 材质

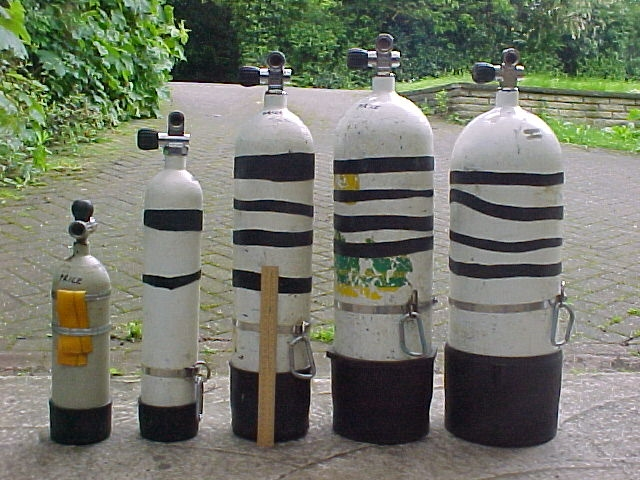
各种不同大小的潜水用高压气瓶

通常由不锈钢或铝合金制成，近年来还出现钛合金等其他材质的气瓶，但尚未进入消费市场。

### 钢瓶
最早的潜水高压气瓶使用铬钼钢（Chrome-molybdenum steel）所制成。其材质坚硬，可以应付恶劣的水下环境及高强度的商业使用。
- 优点：
  - 更容易制造更大容量的气瓶
  - 空瓶时比重就较高，可以当作配重的一部分。
- 缺点：如果没有妥善维护，可能会生锈。

### 铝瓶
由于铝材质较软，所以搬运中的碰撞都可能造成损伤。这也使得同样容积的铝瓶比钢瓶更厚、更重（陆地上）。
- 优点：
  - 虽然铝瓶也会被腐蚀，但是氧化铝会附着在腐蚀表面，形成保护膜，阻止了进一步的腐蚀。
  - 在水下的浮力较钢瓶更大，在水中更轻、更方便操作（常用作技术潜水的减压气瓶）。
  - 瓶體較鋼瓶輕
- 缺点：價格較高

## 容积

### 英制
在英国和北美等使用英制的地区，气瓶的容量是指气瓶在工作压力下可以容纳的气体容量（在水面可以释放出多少气体）。最常见的是80立方英尺的铝瓶（80铝瓶）和71.2立方英尺的钢瓶（72钢瓶）。近年来65～67立方英尺的铝瓶也越来越受到市场欢迎。

### 公制
对于使用公制的国家和地区，使用公升来计量空瓶的容积，并再乘以气瓶压力（以巴bar为单位），即可得到任何压力下的气体容量。常用的有11公升的钢瓶和12公升的铝瓶（相当于72钢瓶和80铝瓶）。

## 气瓶阀门

稳压器与DIN和INT缸连接。

根据ISO12209-3在剖视图Yoke-瓶连接。

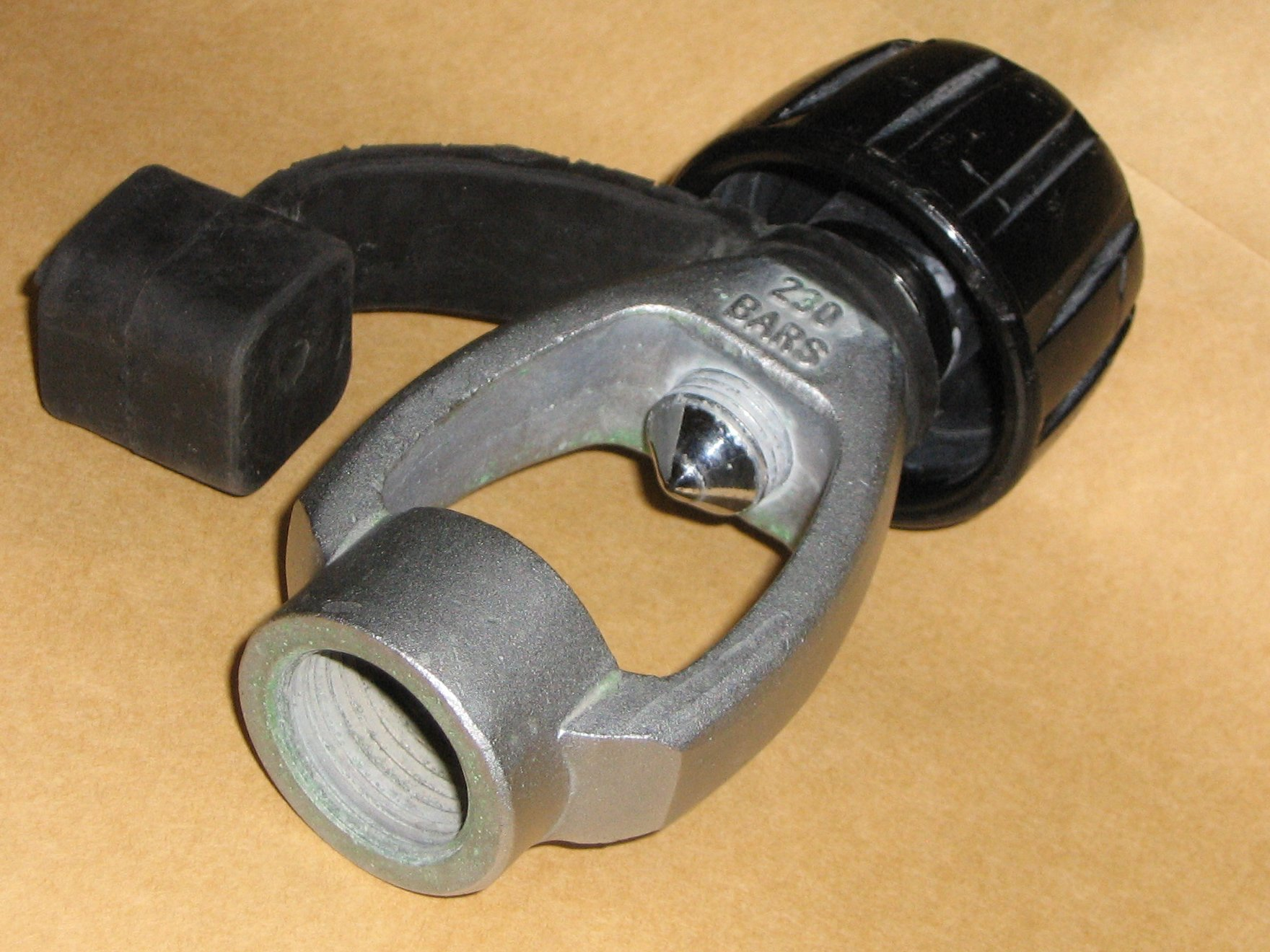
yoke to DIN转换头

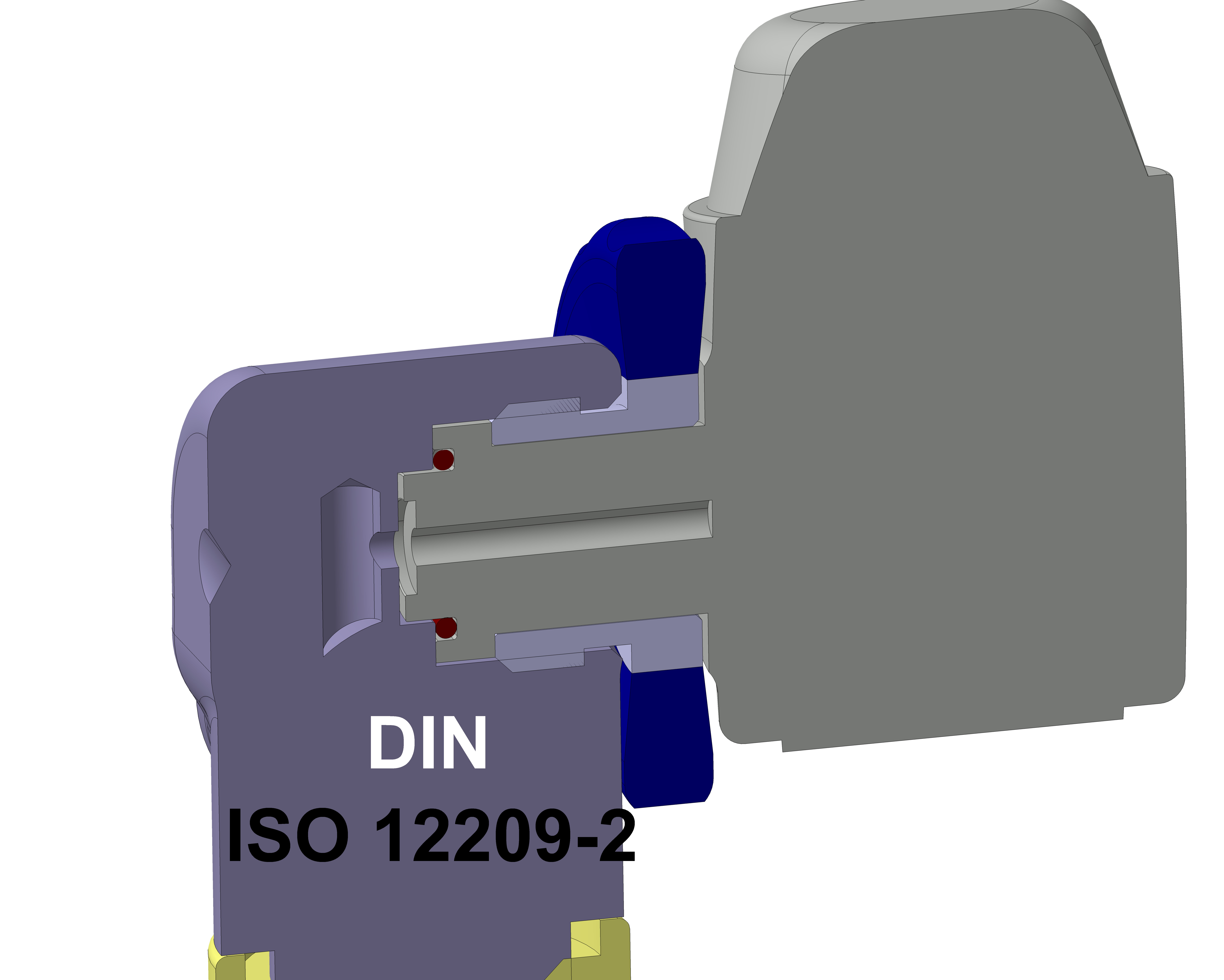
根据ISO12209-2在剖视图DIN-瓶连接。

在购买气瓶时，大都会随瓶附赠一个标准的镀铬气瓶阀门。气瓶阀门分为Yoke和DIN两种，搭配相应Yoke或DIN接口的调节器进行使用。目前两种接口的阀门/调节器可以轻易使用转接头进行互连。

### Yoke阀门
Yoke阀门的调节器可以直接套在Yoke接口的气瓶阀上。Yoke接口广泛见于全球各地的休闲潜水。

### DIN阀门
DIN阀门的调节器需要装上密封圈（O Ring）,再将调节器锁入DIN接口的气瓶阀。通常5道螺纹接头的DIN阀门可以承受200bar/3000psi的压力，7道螺纹的DIN接头工作压力可以更高。DIN阀门更多用于技术潜水。

## 镀膜
钢瓶需要进行镀膜以防止海水、淡水甚至是空气中的湿气所造成的侵蚀。通常使用镀锌工艺在其外形成一层防腐蚀的保护膜。为了美观起见，有些镀锌钢瓶的外部还会上漆或是包裹一层聚氯乙烯。
大多数铝瓶不需要特别镀膜，只是为了美观进行上漆或是环氧化。